# Kacem Slimani
Kacem Slimani (àrab: قاسم سليماني)  (Settat, 1 de juliol de 1948 - 30 de novembre de 1996) fou un futbolista marroquí de la dècada de 1970.
Fou internacional amb la selecció del Marroc amb la qual participà en la Copa del Món de futbol de 1970.
Pel que fa a clubs, destacà a RS Settat i Paris FC.